# Lista de municípios de Álava
Esta é uma lista de municípios da província espanhola de Álava na comunidade autónoma do País Basco.
| Nome                             | Pop. (2002) |
| Alegría-Dulantzi                 | 1 598       |
| Amurrio                          | 9 594       |
| Añana                            | 191         |
| Aramaio                          | 1 479       |
| Armiñón                          | 167         |
| Arraia-Maeztu                    | 733         |
| Arrazua-Ubarrundia               | 724         |
| Artziniega                       | 1 339       |
| Asparrena                        | 1 594       |
| Ayala (Aiara)                    | 2 157       |
| Baños de Ebro (Mañueta)          | 341         |
| Barrundia                        | 649         |
| Berantevilla                     | 467         |
| Bernedo                          | 534         |
| Campezo (Kanpezu)                | 1 081       |
| Cripán                           | 186         |
| Elburgo (Burgelu)                | 424         |
| Elciego                          | 950         |
| Elvillar (Bilar)                 | 367         |
| Valle de Arana (Harana)          | 337         |
| Iruña de Oca (Iruña Oka)         | 1 986       |
| Iruraiz-Gauna                    | 457         |
| Kuartango                        | 372         |
| Labastida                        | 1 288       |
| Lagrán                           | 196         |
| Laguardia                        | 1 447       |
| Lanciego (Lantziego)             | 664         |
| Lantarón                         | 974         |
| Lapuebla de Labarca              | 877         |
| Laudio                           | 19 026      |
| Legutio                          | 1 418       |
| Leza                             | 209         |
| Moreda de Álava                  | 287         |
| Navaridas                        | 220         |
| Okondo                           | 913         |
| Oyón-Oion                        | 2 488       |
| Peñacerrada (Urizaharra)         | 251         |
| Ribera Alta                      | 540         |
| Ribera Baja (Erribera Beitia)    | 728         |
| Salvatierra (Agurain)            | 4 045       |
| Samaniego                        | 311         |
| San Millán (Donemiliaga)         | 696         |
| Urkabustaiz                      | 900         |
| Valdegovía                       | 993         |
| Villabuena de Álava (Eskuernaga) | 341         |
| Vitoria-Gasteiz                  | 221 270     |
| Yécora                           | 262         |
| Zalduondo                        | 142         |
| Zambrana                         | 375         |
| Zigoitia                         | 1 316       |
| Zuia                             | 1 956       |